# Madame Récamier (film, 1928)
Pour les articles homonymes, voir Madame Récamier.
Pour plus de détails, voir Fiche technique et Distribution.
Madame Récamier est un film français réalisé par Tony Lekain et Gaston Ravel, sorti en 1928.

## Histoire du film
Gaston Ravel avait écrit avant la guerre un scénario en vue de réaliser un film sur la vie de Juliette Récamier. La guerre ne lui a pas permis, alors, de réaliser son projet. Sa lecture du livre d'Édouard Herriot l'a incité a reprendre son projet en utilisant cet ouvrage. Le film a ainsi une bien meilleure vérité historique que ce qu'il avait envisagé.

## Fiche technique
- Réalisation : Tony Lekain et Gaston Ravel, assisté de Pierre Billon
- Scénario : d'après Madame Récamier et ses amis d'Édouard Herriot[2]
- Lieux de tournage : Studios de la Victorine[3]
- Photographie : Marc Bujard, Paul Parguel
- Musique : Léon Moreau
- Production : Franco-Film
- Distributeur : Gaumont[4]
- Dates de sortie: 26 juin 1928

## Distribution
- Marie Bell : Juliette Récamier
- Françoise Rosay : Madame de Staël
- Edmond van Daële : Joseph Fouché
- François Rozet : Prince de Prusse
- Nelly Cormon : Juliette Récamier âgée
- Clara Darcey-Roche : Marceline Desbordes-Valmore[5]